# Corydoras guapore
Corydoras guapore is een straalvinnige vissensoort uit de familie van de pantsermeervallen (Callichthyidae). De wetenschappelijke naam van deze soort werd voor het eerst officieel gepubliceerd door Knaack in 1961.